# Heinrich Leopold von Reichenbach-Goschütz
Pour les articles homonymes, voir Reichenbach.
Heinrich Leopold comte von Reichenbach-Goschütz (né le 23 décembre 1768 à Festenberg, duché d'Œls et mort le 20 mai 1816 à Goschütz, arrondissement de Groß Wartenberg (de), province de Silésie) est président général (de) de Silésie.

## Biographie
Heinrich Leopold von Reichenbach-Goschütz est le fils aîné et sixième enfant du maître général des postes héréditaires de Silésie, Heinrich comte von Reichenbach-Goschütz (de) (1731-1790), seigneur libre de Goschütz, et de Charlotte Auguste princesse de Schwarzbourg-Sondershausen (1732-1774). Il appartient à l'une des familles de magnats protestants de Silésie les plus importantes et les plus influentes. Son frère cadet est le lieutenant-colonel prussien Christoph von Reichenbach-Goschütz (de).
Heinrich Leopold von Reichenbach-Goschütz est un homme politique conservateur engagé en faveur de l'État prussien et de sa patrie silésienne. Après avoir succédé à son père, décédé en 1790, comme seigneur libre de Goschütz et dans sa dignité héréditaire de maître de poste héréditaire en Silésie, ses activités ne se limitent pas à l'administration de ses vastes propriétés foncières et à l'exercice de ses fonctions de maître de poste. Il est également conseiller à la légation privée royale de Prusse. En tant que noble libre, il est membre du gouvernement autonome de Silésie et assume la fonction de président de la région générale de Silésie. Après qu’une représentation nationale panprussienne élue a été convoquée à Berlin au printemps 1812, « le comte de Reichenbach auf Goschütz, élu comme représentant national des propriétaires fonciers de Basse-Silésie » va bientôt jouer un rôle particulier. 
Dès la mi-novembre 1813, il est nommé par le roi Frédéric-Guillaume III, président de la deuxième session de cette assemblée, qui commence en février, puisque le président précédent, Friedrich comte von Hardenberg, a pris part à la guerre contre Napoléon . Cependant, la présidence de Reichenbach-Goschütz ne dure que jusqu'à la fin du mois de juin 1814, avec 41 sessions, puisque Hardenberg revient bientôt et est réinstallé comme président en juillet de la même année.
Noble protestant, il est également chevalier de l'Ordre de Saint-Jean.

### Famille
Heinrich Léopold comte de Reichenbach-Goschütz se marie avec la comtesse Johanna de Solms-Baruth (1776–1840) le 28 juin 1793. Ils ont plusieurs enfants, dont :
- Heinrich Christian Carl Ludwig (né le 10 avril 1794 et mort le 19 août 1794)
- Charlotte Henriette Luise Elisa (née le 31 août 1795 et morte le 4 décembre 1871) mariée avec Christoph von Reichenbach-Goschütz (de) (né le 30 décembre 1772 et mort le 27 décembre 1845)
- Henriette Luise Adelheid (née le 24 février 1797 et morte le 2 octobre 1869) mariée avec le comte Heinrich Carl von Reichenbach-Goschütz (né le 13 juillet 1787 et mort le 30 juin 1825)
- Heinrich Gustav Gottlob (né le 24 septembre 1801 et mort le 18 septembre 1869), député de la Chambre des seigneurs de Prusse marié avec le comtesse Adelheid Constanze von Schlippenbach (de) (née le 19 juin 1803 et morte le 26 novembre 1888)
- Henriette Charlotte Mathilde (né le 15 février 1799 et mort le 10 avril 1858), marié[6],[7]:
  - le 2 octobre 1816 (divorcé) avec le comte Kurt von Götzen auf Ellguth (né le 16 juillet 1791 et mort le 5 février 1863)[8] (fils de Friedrich Wilhelm von Götzen l'Ancien)
  - le 11 juin 1831 (divorcé le 6 octobre 1846) avec la prince Hermann Anton von Hatzfeldt (né le 2 octobre 1808 et mort le 20 juillet 1874), directeur général régional, député de la Chambre des seigneurs de Prusse (fils de Franz Ludwig von Hatzfeldt)